# Hunyada callista
Hunyada callista är en fjärilsart som beskrevs av West. 1932. Hunyada callista ingår i släktet Hunyada och familjen tandspinnare. Inga underarter finns listade i Catalogue of Life.